# Arturo Lona Reyes
Arturo Lona Reyes (ur. 1 listopada 1925 w Aguascalientes, zm. 31 października 2020) – meksykański duchowny rzymskokatolicki, w latach 1971–2000 biskup Tehuantepec.

## Życiorys
Święcenia kapłańskie przyjął 15 sierpnia 1952. 4 maja 1971 został prekonizowany biskupem Tehuantepec. Sakrę biskupią otrzymał 15 sierpnia 1971. 25 listopada 2000 przeszedł na emeryturę.